# Rudka (Rudka Starościańska)
Rudka – część wsi Rudka Starościańska w Polsce, położona w województwie lubelskim, w powiecie lubartowskim, w gminie Uścimów.
W latach 1975–1998 Rudka należała administracyjnie do województwa lubelskiego.
W drugiej połowie maja 1944 Niemcy spacyfikowali wioskę. Śmierć poniosło 42 osoby (ofiary zostały zidentyfikowane) a wieś została spalona.